# 弗雷河
13°41′46″N 39°06′14″E / 13.696°N 39.104°E

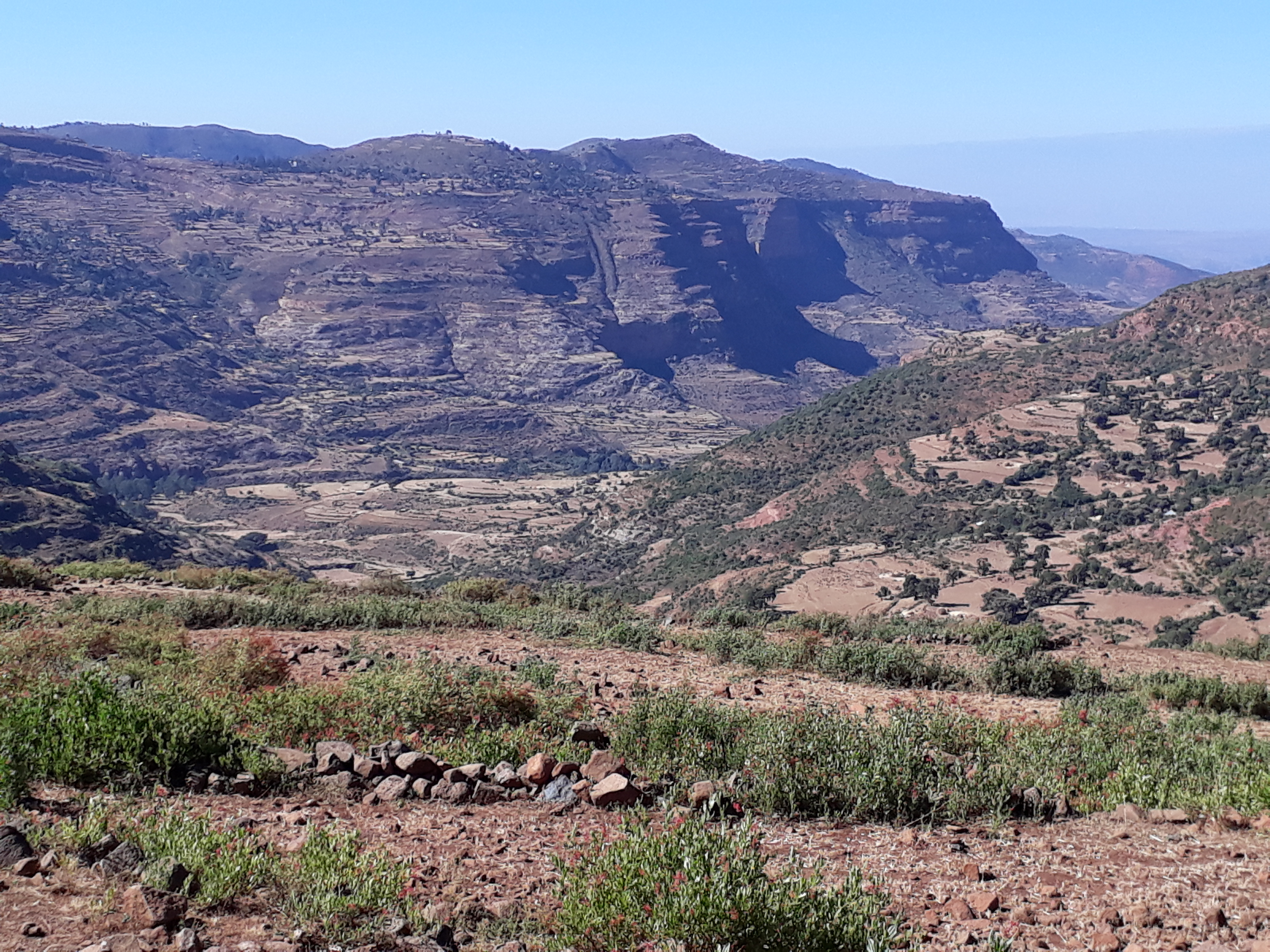

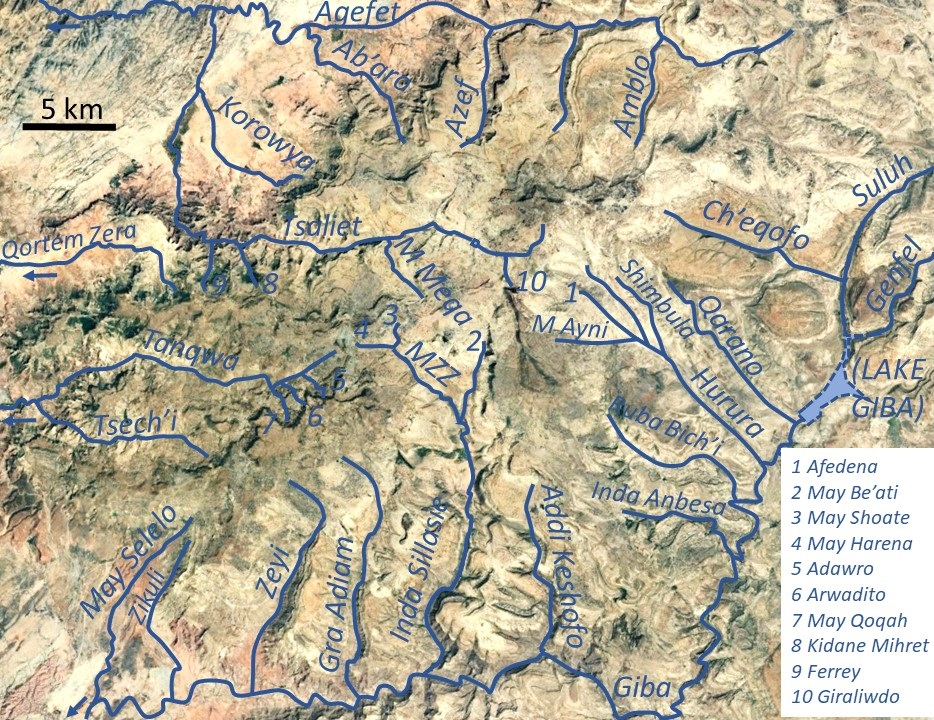

弗雷河是埃塞俄比亞的河流，位於該國北部，處於提格雷州，河道全長3公里，該河沿岸種植香蕉、青檸、枸櫞等熱帶水果，該河設有多條徒步徑。